# Іван Бистрицький
Іван Бистрицький — український військовий діяч та дипломат часів Івана Мазепи.

## Життєпис
Свояк гетьмана Івана Мазепи (його дружина доводилась тіткою Андрію Войнаровському, племіннику Мазепи). Служив при Мазепі 40 років (з 1669 року). Керував ранговою гетьманською Шептаківською волостю у 1687—1708 рр. Він заснував на її території чимало нових слобод, чим значно збільшив населення округи. Крім господарських справ, збирав продовольство для гетьманської резиденції, виконував різноманітні дипломатичні та особисті делікатні доручення Івана Мазепи. У 1687 р. розшукував приховані скарби Івана Самойловича і передавав їх гетьману. У березні 1688 р. гетьманський дипломат возив у Москву до князя Василя Голіцина лист від гетьмана та солідний фінансовий хабар за заступництво.
Після повернення Бистрицького у Батурин Іван Мазепа 11 травня 1688 р. доручив йому доставити генеральному обозному Василю Дуніну-Борковському частину конфіскованого майна Івана Самойловича. В 1703 році згадується на уряді сотника Конотопського Ніжинського полку. На свого наближеного свояка гетьман покладав відповідальну місію — повідомити Карла XII про бажання Гетьманщини стати союзниками шведів. Для цього Івана Бистрицького викликали в Борзну, де, як згадував Пилип Орлик, йому було наказано присягнути на хресті, крім того, Орлик написав йому інструкцію до графа Карла Піпера. Бистрицького відправили разом з полоненими до шведів з посланням. Підстраховуючись, Іван Мазепа, за пізнішим повідомленням англійського надзвичайного посла Чарлза Вітворта, інформував царя, що Бистрицький бунтівник і втікач. Цим гетьман відволікав від себе підозру, яка могла постати.
Іван Бистрицький з'явився у шведській армії 18 жовтня, коли вона залишила за собою Стародуб, передавши королю прохання, щоб Його Величність змінив свій маршрут і вирушив у напрямі Новгорода-Сіверського, щоб там зайняти позицію. Карл XII дещо з запізненням, яке виявилось зрештою фатальним, тільки увечері віддав наказ генералові Крейцу. Його підрозділ через це лише 20 жовтня зупинився за 12 кілометрів від цього міста, у селі Шептаки.
Іван Бистрицький був відправлений до гетьмана з відповіддю короля, який згоджувався взяти запорозьке військо під свою протекцію. Отримавши її, Іван Мазепа відразу направив повторно його до Карла XII. Гетьман висловлював радість з приводу обіцяної протекції, просив шведів прискорити марш для з'єднання, аби врятувати підрозділи Гетьманщини від небезпеки. І цю місію Іван Бистрицький виконав успішно.
Іван Бистрицький залишався у Бендерах з Іваном Мазепою до його смерті. Родичі, що залишились в Україні, зазнали репресій від московського уряду. Отримав чин полковника при Пилипові Орлику. Згодом виїхав у Швецію, де й помер (до 1717 року). В еміграції був також його син.
Можливо, він був сином реєстрового козака Конотопської сотні часів Визвольної війни під проводом Богдана Хмельницького (1649), пізнішого Конотопського сотника Семена Михайловича Бистрицького (згадується як сотник з 1654 по 1661 роки).